# Hugo Estrela
Hugo Estrela é um atleta português de Kickboxing e  Muay Thai. Representou a seleção nacional portuguesa em competições internacionais por inúmeras ocasiões.

## Conquistas
Nacional:
- FPKMT-Federação Portuguesa de Kickboxing e Muaythai
  - 2013 Campeonato Nacional Low-Kick -54 kg
  - 2014 Campeonato Nacional Low-Kick -51 kg
  - 2015 Campeonato Nacional Low-Kick -51 kg

Internacional:
- WAKO-World Association of Kickboxing Organizations
  - 2022 WAKO-European Championships | Full-Contact -51 kg

- IFMA-International Federation of Muaythai Associations
  - 2014 IFMA-European Muaythai Championships | Muay Thai -51 kg

- WKF-World Kickboxing Federation
  - 2015 WKF-European Championship | Full-Contact -54 kg 
  - 2016 WKF-World Championship | Full-Contact -54 kg

## Prémios
Em 2022, Hugo Estrela foi distinguido pelo Sporting Clube de Portugal com o Prémio Stromp, na categoria "Europeu".